# خوسيه فيلانويفا (سياسي)
خوسيه فيلانويفا هو سياسي أرجنتيني، ولد في 3 مايو 1845، وتوفي في 24 أبريل 1913. انتخب عضو مجلس الشيوخ الأرجنتيني ‏ عن دائرة محافظة مندوزا (2 مايو 1904 – 30 أبريل 1913) وانتخب والي مندوسا ‏.